# Georges Koltanowski
Georges (ou George)  Koltanowski (17 septembre 1903 à Anvers, Belgique - 5 février 2000 à San Francisco) est un joueur d'échecs et journaliste échiquéen belge puis américain. Actif de 1924 à 1936, il reçut les titres de maître international (en 1950) et de grand maître international honoraire (en 1988).
Il apprend le jeu d'échecs à l'âge de 14 ans et devient le meilleur joueur belge à la suite du décès d'Edgard Colle en 1932. Sa carrière internationale débute réellement à l'âge de 21 ans lorsqu'il participe au tournoi de Mérano, où il rencontre notamment Siegbert Tarrasch. Il connaît de nombreux succès, notamment lors de l'Olympiade d'échecs de 1952 où il remporte la médaille d'or pour les États-Unis.
En décembre 1944, il participe à l'exposition The Imaginary of Chess organisée par Julien Levy dans sa galerie de New York, et joue avec Marcel Duchamp à une partie d'échecs les yeux bandés.
Il est surtout connu pour sa simultanée de 34 parties avec les yeux bandés, remportant 24 parties et faisant 10 parties nulles, le tout en 13 heures et 30 minutes.

## Une partie
Georges Koltanowski - John James O'Hanlon (en), Dublin, 1937
Ouverture : système Colle sur lequel Koltanowski a écrit un livre maintes fois réédité (voir ci-dessous)
1. d4 d5 2. Cf3 Cf6 3. e3 e6 4. Fd3 c5 5. c3 Cc6 6. Cbd2 Fd6 7. 0-0 0-0 8. dxc5! Fxc5 9. e4 Dc7 10. De2 Te8?! (10...Fd6 11. Te1 Cg4 12. h3 Cge5 a été joué par Alexandre Alekhine avec les Noirs contre Karl Gilg (en) à  Kecskemét en 1927) 11. e5 Cd7 12. Cb3! Fb6 13. Ff4 f6 14. Tae1 Cdxe5? 15. Cxe5 Cxe5 16. Fxh7+! Rf8 17. Fg6 Td8 18. Dh5 Re7 19. Cd4! Fd7 20. Txe5! fxe5 21. Fxe5 1-0 (Le Mat est inévitable. Par exemple : 21...Dc4 22. Dh4+ Rf8 23. Fd6+ Rg8 24. Dh7 Mat, ou encore après 21...Dc6 22. Dg5+ Rf8 23. Df4+).

## Œuvres
- Chessnicdotes, Éd. Chess Enterprises, Inc., 1978,  (ISBN 978-0-93146-201-6)
- Chessnicdotes II, Éd. Chess Enterprises, Inc., 1981,  (ISBN 978-0-93146-211-5)
- Colle System, Éd. Chess Enterprises, Inc., 11e éd., 1984,  (ISBN 978-0-93146-235-1)
- In The Dark, édition révisée de Adventures of a Chess Master (1955),  Éd. Chess Enterprises, Inc., 1986,  (ISBN 978-0-93146-246-7)